# Liste der Naturdenkmale im Landkreis Havelland

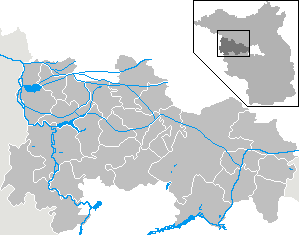
Karte des Landkreises Havelland

In der Liste der Naturdenkmale im Landkreis Havelland werden die entsprechenden  Naturdenkmallisten der jeweiligen Städte und Gemeinden des Landkreises Havelland aufgeführt. In den jeweiligen Listen sind die Quellen genannt. 

## Aufteilung
Die Liste der Naturdenkmale im Landkreis Havelland ist in Teillisten nach den Städten und Gemeinden aufgeteilt.
| Stadt/Gemeinde    | Karte | Naturdenkmalliste   | Bild eines Naturdenkmals exemplarisch |
| ----------------- | ----- | ------------------- | ------------------------------------- |
| Brieselang        |       | - Naturdenkmale     |                                       |
| Dallgow-Döberitz  |       | keine Naturdenkmale |                                       |
| Falkensee         |       | - Naturdenkmale     |                                       |
| Friesack          |       | - Naturdenkmale     | Sieben-Brüder-Eiche                   |
| Gollenberg        |       | - Naturdenkmale     |                                       |
| Großderschau      |       | - Naturdenkmale     |                                       |
| Havelaue          |       | keine Naturdenkmale |                                       |
| Ketzin/Havel      |       | - Naturdenkmale     |                                       |
| Kleßen-Görne      |       | - Naturdenkmale     | Schlosslinde                          |
| Kotzen            |       | keine Naturdenkmale |                                       |
| Märkisch Luch     |       | - Naturdenkmale     | Gutslinde                             |
| Milower Land      |       | - Naturdenkmale     | Königskiefer                          |
| Mühlenberge       |       | - Naturdenkmale     | Försterei-Eiche                       |
| Nauen             |       | - Naturdenkmale     |                                       |
| Nennhausen        |       | - Naturdenkmale     | Winterlinde Nennhausen                |
| Paulinenaue       |       | - Naturdenkmale     | Mammutbaum                            |
| Pessin            |       | keine Naturdenkmale |                                       |
| Premnitz          |       | - Naturdenkmale     |                                       |
| Rathenow          |       | - Naturdenkmale     |                                       |
| Retzow            |       | keine Naturdenkmale |                                       |
| Rhinow            |       | keine Naturdenkmale |                                       |
| Schönwalde-Glien  |       | - Naturdenkmale     |                                       |
| Seeblick          |       | - Naturdenkmale     | Witzker Eibe                          |
| Stechow-Ferchesar |       | - Naturdenkmale     | Friedhofslinde in Stechow             |
| Wiesenaue         |       | - Naturdenkmale     | Dorfeiche                             |
| Wustermark        |       | - Naturdenkmale     |                                       |